# Persona Q: Shadow of the Labyrinth
Persona Q: Shadow of the Labyrinth (яп. ペルソナQ シャドウ オブ ザ ラビリンス, кириліз.: Перусона Кю: Шадо Обу Дза Рабірінсу) — японська рольова відеогра, розроблена компанією Atlus для портативної консолі Nintendo 3DS. Вона належить до серії Persona, яка, своєю чергою, є частиною більшої франшизи Megami Tensei. Гра була видана у всіх регіонах у 2014 році: реліз відбувся у червні в Японії, у листопаді — в Північній Америці та Європі, і в грудні — в Австралії. Видавцем у Японії та Північній Америці виступила компанія Atlus, тоді як у регіоні PAL гру видала NIS America.

## Сюжет
У Persona Q команди з Persona 3 і Persona 4 опиняються в альтернативній версії школи Ясоґамі, де разом досліджують лабіринти й допомагають амнезійним Дзену та Рей відновити спогади. Дзен виявляється втіленням смерті — Хроносом, який створив цей світ, щоб подарувати щастя померлій Рей. Після перемоги над їхнім ворогом, Годинниковим богом, Дзен і Рей зникають у потойбіччі, а герої повертаються додому, забувши про події.

## Розробка
Розробка Persona Q розпочалась у 2012 році після випуску гри Persona 4 Arena, файтингу, створеного спільно Atlus та Arc System Works. Після успіху Arena продюсер серії Кацура Хашіно ініціював нову колаборацію, зважаючи на численні запити фанатів створити гру серії Persona для Nintendo 3DS. Розробницький колектив складався з основної команди Persona та команди Etrian Odyssey, яка створила більшість проєктів Atlus для 3DS. Команду Etrian Odyssey очолював Даісуке Канеда, колишній учасник команди Persona, який щойно завершив розробку Etrian Odyssey IV для тієї ж платформи. Хашіно прагнув продовжити традицію створення нестандартних проєктів у межах серії, позиціонуючи Persona Q як «святкову» співпрацю на честь 25-річчя франшизи. Назву «Q» було обрано як символ оригінальності. Головною метою було створити гру для фанатів Persona, що й зумовило включення персонажів із двох попередніх ігор серії.
Вступну анімацію зрежисував Томохіса Таґучі, який також був режисером Persona 4: The Golden Animation. Сценарій написала Адзуса Кідо, яка працювала над серією з часів Persona 3. Вона відзначала складність створення інтегрованого сюжету для персонажів із двох ігор, враховуючи тиск фанатської спільноти щодо відображення популярних героїв. Особливою складністю було уникнути ситуацій, коли персонажі залишалися пасивними у сценах, що було проблематично для стриманих героїв. Хоча головні герої Persona 3 (анонімний Протагоніст) і Persona 4 (пізніше отримав ім’я Ю Нарукамі) спочатку були «порожніми» персонажами, які представляли гравця, згодом їм було надано чіткі характери, що й було враховано в Persona Q. Попри кросоверний характер, сюжет Persona Q вважається канонічним у межах хронології серії.
За словами Канеди, команди стикнулися зі складнощами поєднання бойової системи та стилю Persona із першоособовою навігацією й мапінгом підземель Etrian Odyssey. Розробники обох сторін наполягали на збереженні характерних елементів. Спочатку планувалося використовувати бойову систему та дизайн підземель із Persona, однак у процесі розробки було вирішено перейти до системи Etrian Odyssey. З цієї серії було перенесено ворогів FOE, поведінка яких була унікальною для кожного лабіринту. З Persona залишилися такі елементи, як експлуатація слабкостей ворогів та групові атаки. Система Sub-Persona, яка дозволяла персонажам використовувати другорядну персону, була заснована на підкласах з Etrian Odyssey. Деякі закляття були синтезом механік обох серій, тоді як функція Boost була нововведенням, запропонованим командою. Persona Q стала першою грою серії Persona на платформі Nintendo, що створило додаткові виклики. Ігрові системи були розроблені так, щоб вони були знайомі фанатам обох серій, із великою кількістю навчальних матеріалів для пояснення нових механік.

### Дизайн персонажів
Дизайн персонажів виконав Шіґенорі Соеджіма, який працював над серією з її початку і відповідав за дизайн персонажів із Persona 3. Найбільшим викликом для нього стало збереження впізнаваності персонажів за умов стилістичної несумісності з Etrian Odyssey і технічних обмежень 3DS. Через це персонажів було перероблено в деформованому чібі-стилі. Під час адаптації Соеджіма зосередився на візуальних рисах, які робили кожного персонажа унікальним, і зробив їх центральними у новому дизайні. Команда також досліджувала думки фанатів про те, які риси є визначальними, і на основі цього вносила зміни. Окрім стандартних ворогів із Persona, було створено нових унікальних супротивників художником монстрів Etrian Odyssey — Шіном Наґасавою. Персонаж Зевс, згаданий у грі Etrian Odyssey III: The Drowned City, з’явився в Persona Q як додатковий бос і персона. Його дизайн створив художник персонажів Etrian Odyssey — Юджі Хімукай.

### Музика
Музику до Persona Q: Shadow of the Labyrinth написали Ацуші Кітаджьо, відомий за роботами над серією Trauma Center, та Тошікі Коніші, який раніше працював над ремейками Persona 2: Innocent Sin і Persona 2: Eternal Punishment. Їхню роботу курував Шьоджі Меґуро — головний композитор серії Persona. Окрім продюсерських функцій, Меґуро також особисто долучився до створення саундтреку, написавши вступну композицію «Maze of Life». Попри те, що ігровий процес і візуальна стилістика поєднували елементи обох серій — Persona та Etrian Odyssey — музичне оформлення залишалось тісно пов’язаним із традиціями серії Persona, зберігаючи водночас унікальні риси. За словами Меґуро, серед таких елементів був запит команди на створення композиції з атмосферою окультного, що ілюструє оригінальність музичного підходу в межах загальної стилістики серії.

## Сприйняття
Persona Q: Shadow of the Labyrinth отримала загалом позитивні відгуки від критиків. Згідно з агрегатором Metacritic, гра здобула статус «загалом схвальні відгуки» на основі 56 рецензій. Окремі оглядачі високо оцінили поєднання ігрових механік із серій Persona та Etrian Odyssey. Меґан Салліван з IGN відзначила бойову систему, запозичену з Etrian Odyssey, особливо акцентуючи на тактичності у формуванні команди, використанні додаткових Персон та лідерських навичках персонажів. Меґан Фарокманеш із Polygon похвалила систему малювання карт, назвавши її «веселою, персоналізованою та винагороджувальною». Кайл МакҐреґор із Destructoid також отримав задоволення від створення карт і нотаток, проте розкритикував лабіринти за надмірну кількість часу, витраченого на повернення вже пройденими шляхами. Салліван поділяла це зауваження, визнаючи деякі моменти виснажливими, хоча загалом позитивно оцінила дослідження та головоломки. Кімберлі Воллес з Game Informer зауважила, що процес створення карт може видатися обтяжливим певним гравцям, однак підкреслила задоволення від пошуку правильного маршруту крізь лабіринти.